# ヤクブ・サンゴフスキ
ヤクブ・マテウシュ・サンゴフスキ（Jakub Mateusz Sangowski 、2002年3月11日 - ）は、ポーランド・ポズナン出身のサッカー選手。IIIリガ・サンデツヤ・ノヴィ・ソンチ所属。ポジションは、フォワード。